# Andrew Johnston (golf)
Pour les articles homonymes, voir Andrew Johnston et Johnston.
 (mai 2019).
Si vous disposez d'ouvrages ou d'articles de référence ou si vous connaissez des sites web de qualité traitant du thème abordé ici, merci de compléter l'article en donnant les références utiles à sa vérifiabilité et en les liant à la section « Notes et références ».
Andrew Thomas Johnston (né le 18 février 1989) est un golfeur professionnel anglais qui joue sur le circuit européen. Il a remporté une victoire sur ce circuit lors de l'Open d'Espagne 2016. Surnommé « le bœuf » (anglais "Beef") depuis sa jeunesse, il a porté le surnom dans sa carrière professionnelle et est un personnage populaire parmi la foule.

## Biographie
Andrew Johnston est partiellement d'origine jamaïcaine, est né à Londres en 1989 dans une famille de la classe ouvrière. Son père travaillait comme chauffeur de bus et sa mère comme cantinière à l'école. Il a commencé à jouer au golf à l'âge de quatre ans avec son père et ses frères et sœurs sur un parcours local de pitch & putt, puis a rejoint le club de golf de North Middlesex, qui est toujours son club d'attache aujourd'hui. À 14 ans, il faisait partie de l'équipe junior du Middlesex et devint joueur scratch à 16 ans.

## Palmarès

### Circuit européen
| N° | Date          | Tournoi        | Score                | Écart  | Suivant      |
| -- | ------------- | -------------- | -------------------- | ------ | ------------ |
| 1  | 17 avril 2016 | Open d'Espagne | +1 (67-74-74-70=285) | 1 coup | Joost Luiten |

### Challenge Tour
| N° | Date            | Tournoi                     | Score                 | Écart   | Suivant                                                            |
| -- | --------------- | --------------------------- | --------------------- | ------- | ------------------------------------------------------------------ |
| 1  | 29 juin 2014    | Scottish Hydro Challenge    | −19 (66-65-68-66=265) | 3 coups | Moritz Lampert, Terry Pilkadaris                                   |
| 2  | 27 juillet 2014 | Le Vaudreuil Golf Challenge | −16 (66-69-69-64=268) | 2 coups | An Byeong-hun, Connor Arendell, Jens Fahrbring, Clément Sordet (a) |